# Jazz Workshop Presents: Jimmy Knepper
Jazz Workshop Presents: Jimmy Knepper è un EP di Jimmy Knepper, pubblicato (solo in Danimarca) dalla Debut Records nel 1957.
La data di registrazione stampata sull'EP originale è il 10 luglio 1957, ma fu smentita in seguito dallo stesso Knepper, che collocava la data d'incisione nel 10 giugno 1957.
L'etichetta Debut Records doveva pubblicare l'EP anche per il mercato statunitense con il titolo di New Faces (DEB 129), ma poi non fu pubblicato.

## Tracce
Lato A
1. Latter Day Saint (Spliced Take 8C/6) – 4:07 (Jimmy Knepper)
2. Cunninbird – 4:46 (Jimmy Knepper)

Durata totale: 8:53
Lato B
1. The Jumpin' Blues – 4:53 (Walter Brown, Jay McShann)
2. The Masher – 3:33 (Jimmy Knepper)

Durata totale: 8:26
Edizione CD del 1992 dal titolo The Charles Mingus Octet/The Jimmy Knepper Quintet, pubblicato dalla Original Jazz Classics (OJCCD-1807-2)
1. Pink Topsy – 3:07 (C. Mingus)
2. Miss Bliss – 3:06 (C. Mingus)
3. Blue Tide – 3:12 (S. Givens)
4. Pink Topsy – 3:43 (C. Mingus) – Alternate Take
5. Eclipse – 3:01 (C. Mingus) – Alternate Take
6. Eclipse – 2:57 (C. Mingus)
7. Latter Day Saint – 4:04 (J. Knepper)
8. Cunningbird – 4:50 (J. Knepper)
9. The Jumpin Blues (Jump the Blues Away) – 4:57 (W. Brown, J. McShann)
10. The Masher – 3:37 (J. Knepper)
11. Latter Day Saint – 3:49 (J. Knepper) – Alternate Take 1
12. Latter Day Saint – 3:49 (J. Knepper) – Alternate Take 2
13. The Masher – 4:19 (J. Knepper) – Alternate Take
14. Latter Day Saint – 3:52 (J. Knepper) – Alternate Take

Durata totale: 52:23
- Brani nr. - 1, 2, 3, 4, 5 e 6; registrati il 28 ottobre 1953 a New York City, New York
- Brani nr. - 7, 8, 9, 10, 11, 12, 13 e 14; registrati il 10 giugno 1957 a New York City, New York

## Musicisti
A1, A2, B1 e B2 / CD - nr. 7, 8, 9, 10, 11, 12, 13 e 14
- Jimmy Knepper - trombone, arrangiamenti
- Joe Maini - sassofono alto
- Bill Triglia - pianoforte
- Charles Mingus - contrabbasso
- Dannie Richmond - batteria

CD - nr. 1, 2, 3, 4, 5 e 6
- Charles Mingus - contrabbasso, arrangiamenti
- Paul Bley - conduttore musicale
- Janet Thurlow - voce (brani: Blue Tide e Eclipse)
- Ernie Royal - tromba
- Willie Denis - trombone
- Eddie Caine - sassofono alto, flauto
- Teo Macero - sassofono tenore, clarinetto
- Danny Bank - sassofono baritono
- Jackson Wiley - violoncello
- John Lewis - pianoforte
- Kenny Clarke - batteria
- Spaulding Givens - arrangiamenti